# Język kuere
Język kuere (kwere, ngwele, kwele, kakwere, kikwere, kingwele, tsinghwele, ng'were) – afrykański język z rodziny bantu. Posługuje się nim około 100 tys. osób w Tanzanii, w regionie Pwani. Najbardziej zbliżony jest leksykalnie do języka doe.